# Gustav Pietsch (Kapitän)
Gustav Pietsch (* 1893 in Bellin, Pommern; † 1975) war ein deutscher Kapitän, verfolgter NS-Oppositioneller in der Freien Stadt Danzig und Emigrant in Palästina und Australien. In Gdingen gründete er eine der europaweit wenigen zionistischen Marineschulen Gordonia Ma'apilim und verhalf etwa 400 Juden vor dem Zweiten Weltkrieg zur unerlaubten Ausreise aus Danzig.

## Familie
Er heiratete 1918 Gertrude Behnke aus dem Danziger Stadtteil Glettkau, wohin er auch zog. 1919 und 1920 wurden die Söhne Heinz und Karl und dann 1923 die Tochter Ursula geboren. Seine Söhne wurden später Offiziere der israelischen Hochseeflotte.

## Kapitän
Pietsch erwarb sein Kapitänspatent während des Ersten Weltkriegs und diente als Offizier auf einem Minenräumboot und in einer U-Boot-Begleitflottille. In den Jahren 1918 und 1919 arbeitete er beim Überwachungsdienst im Hafen von Danzig. Bis 1933 war er dann Kapitän auf Frachtschiffen und Fischerbooten sowie Miteigentümer des Hochseefischkutters Berta Pagel.

## Zionistische SeemannsschuleGordonia Ma'apilim
Auf Initiative von zionistischen Kreisen gründete er gemeinsam mit jüdischen Verbänden 1933 oder 1934 die Seemannsschule Gordonia Ma'apilim in Gdingen und verdiente als Lehrer und Leiter der Schule etwas Geld. Dort wurden junge Juden für die Hochseefischerei und den Seemannsberuf ausgebildet und so für die Auswanderung nach Palästina vorbereitet. Daneben trainierte er auch Mitglieder des zionistischen Sportvereins Bar Kochba auf einem Boot. Angesichts bürokratischer und finanzieller Schwierigkeiten bestach Pietsch die Wachen im Hafen von Danzig und brachte seine Schüler mit weiteren Helfern auf kleinen Fischkuttern zu Hochseeschiffen. Im Laufe von vier Jahren half er so etwa vierhundert Personen bei der Flucht nach Palästina (alija bet) bis auch er mit seiner Familie floh. 1937 wurde er von der Gordonia auf Einladung der Jewish Agency for Israel (Sochnut) nach Palästina entsandt, wo er die Möglichkeiten für den Aufbau zionistischer Fischersiedlungen untersuchte. Er empfahl in seinem Report an die Agency Atlit, Caesarea und Abu-Zwora (heute Mikhmoret).

## Opposition zur NSDAP
Wegen seiner Opposition zur NSDAP und seiner Solidarität mit jüdischen Mitbürgern und Kriegskameraden bekam er ab 1933 nur noch wenige Aufträge als Kapitän und wurde als „Separatist“ und „Judenhelfer“ angefeindet. Die Konditorei, die seine Frau in Oliwa eröffnete, wurde boykottiert, beschmiert und angegriffen und 1935 wurde ohne Angabe von Gründen die Gewerbegenehmigung entzogen. Als der Frontkämpferbund gedrängt wurde, seine jüdischen Mitglieder auszuschließen, stellte sich Pietsch als lokaler Vorsitzender und Sprecher vehement gegen die NSDAP. Als 1935 ein jüdischer Gedenkgottesdienst überfallen werden sollte, organisierte er einen Saalschutz mit 150 nichtjüdischen Frontkämpfern und vereitelte damit den Überfall. Im März 1935 gründete er die Wochenzeitung Feldgrauer Alarm und zu der Volkstagswahl in Danzig 1935 trat er mit einer eigenen Liste, den Freien Frontkämpfern, in einer Listenverbindung mit der DNVP Danzig (Liste Weise) an. Wegen der Beschlagnahmung von Flugblättern und eines sechsmonatigen Erscheinungsverbotes seiner Wochenzeitung klagte er in einer Wahlanfechtungsklage. Nationalsozialisten griffen das Ehepaar Pietsch und drei versehrte Frontkämpferveteranen mit Eisenstangen an und Pietsch trug schwere Verletzungen davon, an denen er fortan lebenslang litt. Er wurde in Schutzhaft genommen und kam angeblich erst nach Intervention des Hohen Kommissars des Völkerbundes für Danzig wieder frei. Am 12. Juni 1936 hielt er eine Rede im Danziger Josephshaus. Als ein SA-Trupp den Saal stürmte, wehrten sich die DNVP-Mitglieder und es gab 60 Verletzte und ein SA-Mann kam ums Leben. Pietsch wurde erneut verletzt und kam wochenlang in Haft, während die SA-Mitglieder schnell wieder auf freiem Fuß waren. Ab 1937 wurde Pietsch wiederholt von der Gestapo bedroht und in Schutzhaft genommen, seine Kinder wurden eingeschüchtert und er erhielt in Danzig keine Arbeit mehr. Im Jahr 1938 bereitete er seine Flucht nach Palästina vor, wobei ihm seine Kontakte zu zionistischen Kreisen halfen.

## Kriegs- und Nachkriegsjahre
Die Familie floh im Dezember 1938 wegen der Verfolgung durch die Nationalsozialisten mit einer Gruppe jüdischer Fischereischüler über Belgien und Frankreich nach Palästina, wo Pietsch am Aufbau des Kibbuz Neve Yam bei Haifa beteiligt war. Auch der paramilitärischen Hagana schloss er sich an. Nach dem Ausbruch des Zweiten Weltkrieges wurden er und seine Söhne als feindliche Ausländer (enemy aliens) von den Briten im Internierungslager Massra bei Akkon inhaftiert. 1940 wurde er entlassen, durfte aber nicht arbeiten und lebte in Tel Aviv. 1946 wurde das Arbeitsverbot aufgehoben und er konnte die Familie zunächst nur mit Gelegenheitsarbeiten und dem Verkauf von Netzen ernähren. Nach der Gründung des Staates Israel 1948 setzten sich ehemalige Schüler der Gordonia Mapilim, die in führende Posten in der Seefahrts- und Fischereiverwaltung aufgestiegen waren, für ihn ein. Er wurde 1951 Leiter der Fischmehlfabrik Hamashbit. In den Jahren 1952 und 1953 wurde er mit dem Ausbau des Seehafens Eilat betraut und war dessen Hafendirektor. Wegen der Spätfolgen seiner Danziger Verletzungen musste er den Posten aufgeben und konnte nur noch zeitweise als Kapitän und Hafenexperte arbeiten. Auch der Gesundheitszustand seiner Frau verschlechterte sich durch weitere Schlaganfälle (erste hatte sie bei der Verhaftung ihres Mannes in Danzig und dann bei der Internierung in Massra erlitten). 1959 kehrte das Ehepaar Pietsch nach Deutschland zurück und wohnte in Berlin.
Da zu diesem Zeitpunkt keine diplomatischen Beziehungen zwischen Deutschland und Israel bestanden, konnte Pietsch seine israelischen Versorgungsansprüche nicht geltend machen, so dass er und seine Frau von Sozialhilfe leben mussten. 1960 wurde er als Verfolgter des NS-Regimes nach dem Bundesentschädigungsgesetz anerkannt und erhielt eine Entschädigung. 1961 wurde er vom Berliner Senat im Rahmen der Aktion Unbesungene Helden ausgezeichnet. Kurz danach emigrierte das Ehepaar nach Westaustralien zu ihrer Tochter Ursula. Gustav und Gertrude Pietsch verstarben 1975.